# 艾莲娜·帕帕里祖
艾莲娜·帕帕里祖（希臘語：Έλενα Παπαρίζου，發音：[ˈelena papaˈrizu]，轉寫： Eleni "Elena" Paparizou  ，1982年1月31日—），有时也会称为海伦娜·帕帕里祖（Helena Paparizou），是一位希腊裔瑞典歌手、词曲作家以及电视人物。她在瑞典出生，父母均为希腊人。
帕帕里祖曾进入不同的艺术院校进修，后于1999年在瑞典作为laïko、歐陸舞曲双人组合Antique的一员出道，该乐队出演2001年歐洲歌唱大賽，并在希腊走红。2003年，帕帕里祖脱离乐队，成为了索尼音乐旗下的艺人。2005年，她以歌曲《頭號情人》代表希腊参加欧洲歌唱大赛，并赢得该届冠军。这也是希腊第一次赢得欧洲歌唱大赛的冠军。这次夺冠对她的职业发展起着了重要的作用。

## 唱片目錄

### 正規專輯
- 優先  (Προτεραιότητα) (2004)
- 頭號情人  (My Number One)(2005)
- 總有緣繇  (Υπάρχει Λόγος)(2006)
- 愛戀遊戲 (The Game of Love) (2006)
- 尋獲存活之道 (Βρίσκω Το Λόγο Να Ζω) (2008)
- 繞夢而行 (Γύρω Από Τ' Όνειρο) (2010)
- 何時走出去? (Τι ώρα θα βγούμε)(2013)
- 千載一時 (One Life) (2014)
- 彩橋橫空 (Ουράνιο Τόξο) (2017)

### 精選輯
- 艾蓮娜精選輯 (Greatest Hits & More) (2011)